# ノルマン人による南イタリア征服

1154年のシチリア王国（緑色）、数十年に及ぶノルマン人の独立心の強い冒険的な活動によるイタリア征服を象徴するものである。

ノルマン人による南イタリア征服（ノルマンじんによるみなみイタリアせいふく）は、11世紀から12世紀にかけて、それまで東ローマ帝国や帝国の宗主権を認めたランゴバルド諸侯国などさまざまな勢力が割拠していた南イタリアがノルマン人の活動によって統一されていったことを指す。
その過程はノルマン人傭兵が南イタリアで働き始めた11世紀前半から、12世紀前半に至る百年近い期間に及び、そこには多くの戦闘と、おのおの独立した複数のノルマン人勢力による幾多の領地獲得活動が含まれていた。11世紀にノルマン人有力君主たちがそれぞれに獲得した領地は、1127年のアプーリア公位継承を皮切りに次々とシチリア伯ルッジェーロ2世の掌握するところとなり、シチリア王位に就いたルッジェーロ2世によってイタリア半島南部の平定が完了したのは1140年のことであった。その領域はシチリア島のみならず、ベネヴェント（一時的に占領したことが二度あったが、11世紀半ばには教皇領となった）を除いたイタリア半島の3分の1に及ぶ南部全土、マルタ諸島や北アフリカの一部にまで及んでいた。
この時期に南イタリアで活動したノルマン人たちは元はノルマンディー公国の住民であり、新天地を求めて故国を離れ、山賊や傭兵となった者たちであった。かれらノルマン人移住民は、メッツォジョールノの地でランゴバルド系や東ローマ系といった様々な政治勢力の君主や有力貴族に仕える傭兵となり、同地に定住する機会があることをすぐに故郷に報せた。これらノルマン人戦士集団は各地で同郷の戦士を集めて徒党を組み、ついには自分たちの封地や国家を建国するに至った。ノルマン人たちはメッツォジョールノに到着して50年以内に、それぞれに一団となって頭角を現し、事実上独立した地位に成り上がることに成功したというわけなのである。
1066年の一つの決定的な戦いから数年後に達成されたノルマン人によるイングランド征服とは異なり、ノルマン人による南イタリア征服は何十年間にも及ぶ年月と多くの戦闘の産物であり、決定的な出来事をほとんど欠いていた。多くの土地がそれぞれ別個に獲得ないし征服され、これらが後年に一つの国家としてまとまったのである。イングランド征服と比較すると、南イタリア征服のほうは全体として見れば非計画的かつ非組織的な活動の積み重ねであり、文字通りの征服とは呼べない部分もあったものの、最終的には同じように全面的な征服として完了した。

## 歴史

### ノルマン人の南イタリア到来、999年–1017年

ノルマン人到来直前のイタリアの地図。南部のピンク色部分が東ローマ帝国領。ノルマン人は神聖ローマ帝国の南方領地 (太字)とシチリアをも含む全一帯、さらには教皇領に含まれるラティウムの南地域やスポレート公国のアブルッツォ州をも征服した。

ノルマン人が南イタリアを訪れるようになった年代は明らかでないが、10世紀末よりヨーロッパでは聖地巡礼が盛んになり、ノルマン人の間でもエルサレムやイタリアのモンテ・ガルガーノに詣でる者がいたと想定される。南イタリアでのノルマン人の働きに関して後の年代記に記録された最も古い事例は、1010年代までに起こったであろう二つの出来事である（後述のサレルノ伝承とガルガーノ伝承）。それらのエピソードから窺知されるのは、地中海地方で傭兵の募集があるという話が巡礼者を通じて広まり、これがノルマン人戦士を南イタリアに向かわせるきっかけの一つとなったということである。
いくつかの史料によれば、999年頃、聖地エルサレムからプーリア経由で帰還の途次にあったノルマン人巡礼者の一団がサレルノに立ち寄り、サレルノ公（侯）グアイマーリオ3世の許に逗留したという。折しもサレルノの町とその周辺地域は、遅延している年一回の貢納の支払いを要求するサラセン人の攻撃を受けていた。グアイマーリオ3世は貢納金を集めようと仕掛けたが、その間にノルマン人たちは公とそのランゴバルド人臣民たちの弱腰を難じ、直ちに包囲するサラセン軍を襲撃した。これによりサラセン人は敗走し、多くの戦利品が得られた。これに感謝したグアイマーリオなる者、宴を開いてノルマン人たちを歓待し、かれらにこの地に残って働いてくれるよう懇願する。ノルマン人はこれを断ったものの、グアイマーリオ3世からの豪華な贈り物をノルマンディーにいる同胞に送り、サレルノで兵として働けば褒賞を得られるかもしれないという話を同胞に広めることを請け合った。いくつかの史料では、それだけでなく、グアイマーリオ3世は戦士を獲得するためにノルマンディーに使者を派遣したとまで伝える。ノルマン人の到来に関するこの話は「サレルノ伝承」と呼ばれることがある。
この「サレルノ伝承」が初めて記録されたのは、1071年から1086年までの間にモンテカッシーノのアマートによって執筆された『ノルマン人の歴史』 である。12世紀初頭にレオーネ・オスティエンセによって執筆された『モンテ・カッシーノ年代記』の、助祭ピエールの手による続編では、「サレルノ伝承」に関する情報のほとんどがアマートの著作から借用されている。17世紀のカエサル・バロニウスの著作である教会年代記を発端として、サレルノ伝承は歴史として認められるようになった。サレルノ伝承が正確に事実を伝えているか否かという問題は、その後の何世紀にも亘って時折呈されてきた疑問であったが、以降のほとんどの学者は、この伝承に何らかの修正を加えた形で史実として承認するようになっている。 
イタリアでの最初のノルマン人到来に関するもう一つの歴史上の記録も、それまでのノルマン人の存在には一切ふれることなく主要な年代記の中に記されている。この話は「ガルガーノ伝承」と呼ばれている。モンテ・ガルガーノ（モンテ・サンタンジェロのサン・ミケーレの聖域）に向かうノルマン人巡礼者一行は、そこでランゴバルド貴族であるバーリのメロと出会い、アプーリアのビザンツ総督攻撃に加わるよう説得されている。これは1016年のことである。
「サレルノ伝承」と同様、ガルガーノ物語についても2つの一次史料がある。一つは1088年から1110年にかけてプーリアのグリエルモによって記された『ロベルト・ヴィスカルディ武勲詩』であり、もう一つはこれより一世紀後にアレッサンドロという名の修道士がグリエルモの著作を基に執筆した『聖バルトロマイ・デ・カルピネート修道院年代記』である。サレルノとガルガーノ物語とを結びつけて考える学者もおり、ジョン・ジュリアス・ノーウィッチはバーリのメロとノルマン人との邂逅の話はそれ以前にグアイマーリオによってお膳立てされたものだったのではないかとさえ仮定している。バーリのメロは、東ローマ帝国領から追放されてからモンテ・ガルガーノを訪れるまでの間に、サレルノに滞在していたことがあったとされているのである。
それ以外には、自ら進んで亡命してきたドレンゴト家出身の兄弟からなるグループの話が含まれる。その兄弟の一人であるオスモンド（オーデリック・ヴァイタリスによる）ないしジルベール（アマートと助祭ピエールによる）が、ノルマンディー公ロベール1世の統治時代にギョーム・レポステルなる人物を殺害した。伝えられるところでは、レポステルはジルベールの娘を辱めたことを吹聴したことにより殺害されたという。レポステル殺害によって安全が脅かされることとなったドレンゴト兄弟は、一族を引き連れて祖国を脱出してローマに逃れているが、兄弟の一人はバーリのメロと合流する前にローマ教皇に謁見している。アマートは一連の物語を1027年以降のこととしているが、教皇に謁見したことに関する記述はない。アマートによるとジルベールの兄弟にはオスモンド、ライヌルフ、アスクレティンおよびルドルフ（ピエールによればLudolfusではなくRudolfus）がいた。
レポステルの殺害に関しては、ロベール1世の統治下すなわち1027年以降のこととされている点ですべての年代記は一致しているものの、ロベールという記述は間違いであり、本来はリシャール、すなわち1017年に公であったリシャール2世のことではないかと信じる者もいる。第一次のノルマン人移住がドレンゴト家とレポステルの殺害に何らかの関係があると仮定するならば、その年代はもっと古いものに書き換えねばならない。ラウル・グラベールによる『歴史』は、「ルドルフス」なる人物がリシャール伯（すなわちリシャール2世）の不興を買った末にノルマンディーを去ったとする。兄弟の中で指導者として南イタリアに赴いた者の名は資料によって異なる。オーデリックおよびジュミエージュのギヨームの著作『ノルマンディー公武勲詩』はオスモンドとし、グラベールはルドルフとする。レオーネ、アマートおよびシャバンヌのアデマールはジルベールとする。南イタリアの資料の大半は、1018年のカンネーの戦いでノルマン軍団を指揮したのはジルベールであったとする。 仮にこのルドルフがアマートの歴史に出てくるドレンゴト家のルドルフと同一人物であったとするならば、ルドルフがカンネーの戦いの指揮官であったということになる。
ノルマン人のメッツォジョールノへの到来についてのもう一つの仮説 - 近代の仮説 - は、グラベール、アデマールおよびレオーネ（ピエールによる続編に非ず）の年代記に関するものである。この3つの年代記はすべて、リシャール2世の怒りから逃れたルドルフに率いられた40名もしくはそれより大幅に多い約250名のノルマン人がローマの教皇ベネディクトゥス8世のもとに赴いたと述べている。当時教皇は自らが宗主権を有するベネヴェントが東ローマの侵略を受けて憤激していたことから、東ローマに対抗する傭兵を募集しているサレルノないしカープアに彼らを向かわせた。同地にてノルマン人たちはベネヴェントの指導者であるベネヴェント公ランドルフォ5世とカープア公ランドルフォ4世に会ったが、前述のサレルノ侯グアイマーリオ3世とバーリのメロと会った可能性もある。レオーネの年代記を基にするとルドルフは、トスニのラルフと同一人物であると推定される。 
1017年5月での対東ローマ戦においてバーリのメロに雇われた傭兵たちを、南イタリアでノルマン人の軍事活動が初めて確認された事例に含めるとするならば、そのノルマン人たちは1月から4月の間にノルマンディーを発ったことになる。

### ランゴバルト系貴族による反乱 1009年–1022年

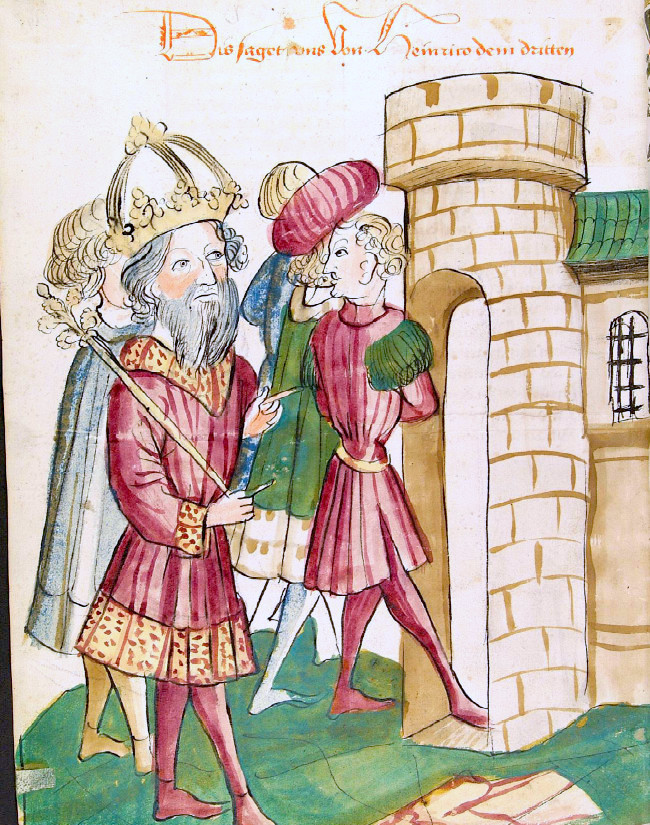
1022年に神聖ローマ皇帝ハインリヒ2世による遠征によって投獄されるランドルフォ4世・ディ・カプア。

1009年5月9日に東ローマ帝国のイタリアにおける権威の拠点であったバーリにて帝国に対する反乱が勃発した。 これを指導したのが現地のランゴバルト貴族の中で突出していたメロ・ディ・バリであり、反乱は瞬く間にその他の都市に広がった。同年の後半ないし翌1010年にカテパノ（東ローマ帝国領南イタリア地区の最高司令官）であるヨハネス・クルクアス (カテパノ)が戦死した。1010年3月にその後継者であったバシレイオス・メセルドスは増援軍を伴って上陸して反乱軍が籠る街を包囲した。街の東ローマ系住民はバシレイオスと交渉してランゴバルド貴族の首領メロとその義兄ダット・ディ・バーリを強制的に追放した。バシレイオスは1011年6月11日に街に入城して東ローマの権威を回復させたもののそれ以上の行動を起こすことはなく勝利の更なる追及をしなかった。バシレイオスのしたことといえば、メロの息子であるアルギロをコンスタンティノープルに送ったくらいであった。バシレイオスは南イタリアが平和な状態を保つ形で1016年 以降に没している。
同年にバシレイオスの後継者としてレオ・トルニコス・コントレオンが赴任した。バシレイオスの死去を受けてメロは再び反乱を起こしたが、今回は、ベネディクトゥス8世によって送り込まれたか、あるいはモンテ・カルガノにて自身が（あるいはグリエルモの助言抜きで）会ったであろうノルマン人の一団を雇っていた。ノルマン＝ランゴバルド混合軍に対抗する形で、レオはレオ・パシアノス 率いる軍を派遣した。パシオナスとメロはアレヌラのフォルトレにて邂逅して戦闘は決定的ではなかったが(グリエルモ・ディ・プグリア)、メロの勝利(レオネ・オスティエンス)で終わったらしい。この時トルニコスは自らが指揮を執っており、チヴィターテにて自軍を偶然にも二度目の戦闘に導くに至った。この二度目の戦闘はメロの勝利に終わったが、ルポ・プロトスタパや無名のバーリ年代記では敗北と記録されている。 ヴァッカレツィアで起きた三度目の戦闘は、メロの決定的な勝利に終わった。フォルトレからトラーニに至る全域が9月にメロの手に落ち、12月に着任したバシレイオス・ボイオアンネスの好意によりトルニコスは自らの任務から解放されることとなった。
ボイアニスの要請を受けてノルマン人と闘うために東ローマ帝国のヴァリャーグ親衛隊がイタリアに派遣された。二つのヴァイキング戦隊は、かつて紀元前216年にハンニバルが勝利を収めたカンナエ付近のオファント川にて激突し、戦闘は東ローマ側の決定的な勝利で終わった。ボイアネスは、この戦いで得た戦果を保持するためにアプリア平原の入り口の番兵まで直に至る巨大な要塞をアペニンに築いた。1019年に当時はそう呼ばれたトローイアにボイアネスのノルマン派遣軍が守備に入ったが、これはノルマン人による正規の傭兵という兆候であった。
ノルマン人による戦闘による南方における勢力の交替を受けて、教皇ベネディクトゥス8世は1020年にバンベルクに赴いて時の神聖ローマ皇帝ハインリヒ2世と協議した。ハインリヒ2世は、直接行動は取らなかったものの翌1021年の出来事が干渉を決意させる。ボイアニスはランドルフォ4世・ディ・カプアと同盟を結んで教皇軍とともにガエタ公国の領域の砦を守備していたダットのもとに進軍したのである。1021年6月15日にダットは捕虜となり大袋の中にサルや雄鶏やヘビと一緒に入れられて海に放棄された。1022年にハインリヒ2世、ケルンのピグリム、ポポネ・ディ・ガリンツィアの三軍から成る神聖ローマ帝国の大軍がトローイアを攻撃した。トローイアは陥落こそしなかったものの全てのランゴバルト系諸侯は神聖ローマ帝国に連れ去られてランドルフォ4世はドイツの監獄へと運ばれていった。かくしてランゴバルト系貴族による反乱の時期は終焉をむかえたのであった。

### 傭兵としての奉仕、1022年–1046年
1024年に恐らくはライヌルフによって統率されたであろうノルマン人の傭兵は、当時、カプアにおいてランドルフォ5世をランドルフォ4世と共同で包囲したグリエルモ3世から報酬を受け賜わっていた。包囲から18ヶ月が経った1026年にカプアが降伏したことでランドルフォ4世が復権した。翌年にライヌルフ自身がランドルフォ4世のもとに加わったものの自らの公位を投げ捨てて、かつて恐らくは自身の助言によって1027年にランドルフォ4世によってナポリから追われたナポリ公セルギオ4世のもとに馳せ参じた。
1029年にライヌルフとセルギオ4世はナポリを再占領した。1020年初頭にセルギオ4世はライヌルフに対してノルマン人としては最初の公領となるアヴェルサ伯領を封地として授け、更には自身の姉妹と結婚させている。しかし1034年に妻であるセルギオ4世の姉妹が没するとライヌルフはランドルフォ4世のもとに寝返った。アマトは以下のように述べている。

ノルマン人たちは自身にとって不利益になるであろうランゴバルド人による幾つかの決定的な勝利を一度たりとも望んではいなかった。もっとも今ではノルマン人とランゴバルド人は互いに助け合っていかなる破滅を防いでいる。

ライヌルフの陣営に見出され特に何も問われることなく迎え入れられたノルマン人の増援部隊並びに現地の野盗により，ライヌルフの勢力が膨張することとなった。同地では古ノルマン語並びにノルマン人の習慣が異なる集団を民族として密接に結びつけたことが、先出のアマトによって観察されている。
1037年に神聖ローマ皇帝コンラート4世がランドルフォ4世を廃して直にライヌルフを「アヴェルサ伯」に任じたことでノルマン人の勢力は更に飛躍した。1038年にライヌルフはカプアに侵入して自分の国を南イタリアで最大の国の一つに拡大させた。
1038年から1040年にかけて、シチリアにおける東ローマ帝国のサラセン人に対する戦闘に参加させるためにグアイマーリオ4世・ディ・サレルノ率いる別のノルマン人の一団がランゴバルド軍団とともに派遣された。このシチリアにおける戦闘でゲオルギオス・マニアケス指揮下で戦ったアルタヴィラ家の人物が初めて名声を得た。その一人であるグリエルモ1世・ディ・アルタヴィラはシラクサ包囲戦で「鉄腕」という綽名を得ている。
1040年にアスコリにてカテパノであったニケフォロス・ドケアノスが暗殺されるとノルマン人達は新たな指導者を自分達の中から選ぼうとしたもののベネヴェント公アテヌルフ,に買収されて彼を指導者として擁くこととなった。1041年3月16日にオリヴェントのヴェノーザ付近にてノルマン軍は新たなカテパノとなったミカエル・ドケイアノスと交渉はしたものの失敗に終わってカンエナ付近のモンテ・マジョリエにて戦闘となった。ミカエルはバーリからヴァラング親衛隊の大軍を呼び寄せたにも係わらず完敗に終わってその軍の多くが退却の際にオファント川にて溺死した。
1041年9月3日に名目上はランゴバルド人指導者であるアルドゥインとアテヌルフの指揮下にあったノルマン人は、新たなカテパノであるエクアウグスト・ボイアネスを破ってベネヴェントにて捕虜にしてかなりの数に及ぶランゴバルト人の残党が征服に影響を及ぼした。同時にこの時に関してグアイマーリオ4世はノルマン人を様々な約束とともにその軍旗に描いた。1042年2月に、恐らくは見捨てられたと感じたことと東ローマ側による買収であろうか、アテヌルフはエクアウグストの釈放について交渉して身代金とともに東ローマの領域に逃走した。アテヌルフに代わって初期に幾つかの勝利を納めたことのあるアルギロが新たに指導者として選ばれたものの、アルギロもその頃には東ローマ側に買収されていたという問題を抱えていた。
1042年9月にノルマン人たちは、最終的に自分たちの中から指導者を選出した。反乱は本来、ランゴバルド人によるものであったがその性質と指揮権がノルマン人によるものとなった。 鉄腕グリエルモ1世が「伯爵」として新たな指導者として選出された。グリエルモとその他指導者はグアイマーリオ4世に対して自らの征服を認めてくれるよう懇願した。ノルマン人達はメルフィ付近の土地を封地として拝領してグリエルモ1世はプーリアとカランブリア公であることを宣言した。1043年にグアイマーリオ4世は、共和制型で統治されていたメルフィそのものを除く領域を20の伯領として分割してノルマン人の指導者に恩典として授けた。グリエルモ1世はアスコリを、アスクレティンはアチェレンツァを、トリスタノ はイルシーナを、ウーゴ・トゥタボヴィはモノーポリを、ピエトロ1世はトラーニを、ドローゴネ・ディ・アウタヴィラはヴェノーザを、そして今は独立しているライヌルフ・ディ・ドレンゴトはモンテ・カルガノをそれぞれ受け取った。続いてグリエルモ1世はソレント公グイドの娘でグアイマーリオ4世の姪にあたるグイダと結婚したが、これによりノルマン人とグアイマーリオ4世との同盟が強化されることとなった。
統治期間中のグリエルモ1世とグアイマーリオ4世は、1044年にカラブリアへの征服を開始して、スクイッラーチェ付近にて巨大なストゥリドーア城を築いた。1045年グリエルモ1世がターラント付近にてアルギリスに敗北したことでアプリアの征服には失敗したものの弟のドローゴネはボヴィーノを征服している。しかしながらグリエルモ1世の死とともにノルマン人の傭兵としての奉仕時代に完全に幕が打たれて、ノルマン人による強力な二つの公国の台頭を目にすることとなった。一つはアヴェルサ伯領、後のカプア公国であり、もう一つはアプリア伯領、後のアプーリア公国である。両公国とも名目上は神聖ローマ帝国に申し立てる義務を負っていた。

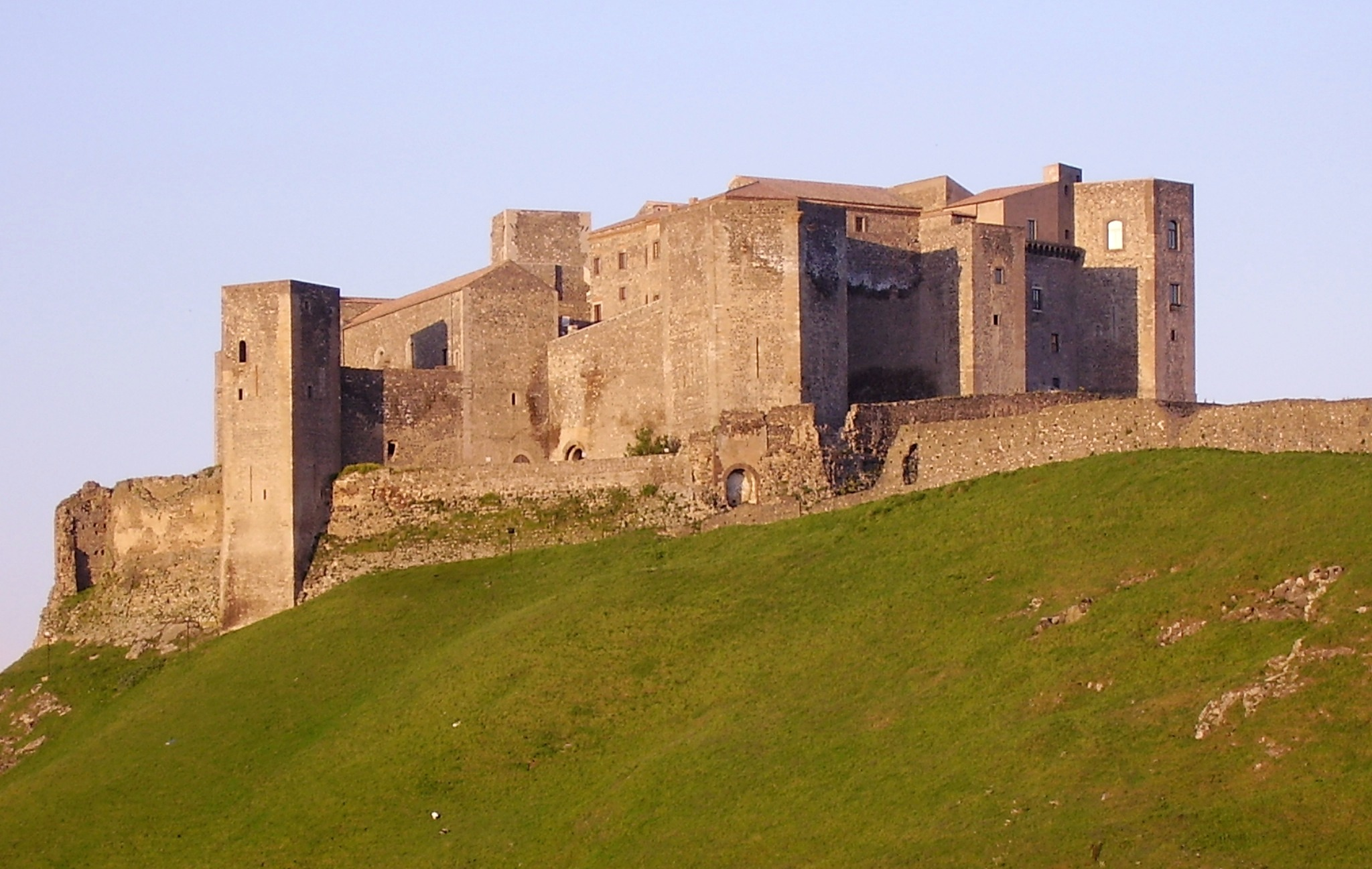
メルフィに建てられたノルマン人による石城、同地では以前には要塞は建てられてはいない。後に一区間ごとに単なる長方形型のノルマン人が守衛する場所を築いたことから建築物は今日では建物の塊となっている。

### メルフィ伯領、1046年–1059年
1046年にドロゴーネはアプリアに入ってターラント付近にてカテパノのエウスタチオ・パラティノを破った。一方、その三弟であるウンフレードはバーリにノルマン人との条約を締結することを強いさせた。幸運にもドロゴーネの継承を助け、それによって南イタリアの地にノルマン朝を樹立させることとなったグアイマリオは1047年にドロゴーネに自らの娘であるガイテルグリマを与えて結婚させた。神聖ローマ皇帝ハインリヒ3世黒王は自らに忠実であるということでアヴェルサ伯領を認め、ドロゴーネを直接の家臣とし、 メルフィのノルマン人にとって最初の正当な称号である「イタリア公及びアプーリアとカラブリアのノルマン人伯」を授けた。ハインリヒ3世は自身の皇后であるアグネスがベネヴェント人から虐待されていたことから、ドロゴーネにベネヴェント征服の権限を授けて帝冠の代理として掌握させた。もっともノルマン人は1053年まではベネヴェントを征服することは出来なかった。
1048年にドロゴーネはコゼンツァ付近のクラチ渓谷を経てカラブリアへの拡張の指揮を執った。ドロゴーネはカラブリアの征服地を分配して四弟であるロベルト・イル・グイスカルドに入口の守衛としてのスクリバの城を授けた。ドロゴーネは1051年にビザンツの陰謀で暗殺され、短い空位の後に三弟のウンフレードが継承した。ドロゴーネ指導下のノルマン人騎士の反乱はローマ教皇レオ9世 を激怒させており、ウンフレートの最初の挑戦は教皇との対立を処理することにあった。 

チヴィターテの戦いの戦闘図。赤がノルマン人、青が教皇連合である。

1053年6月18日にウンフレートは教皇＝皇帝連合に対抗する形でノルマン軍の指揮を執った。チヴィターテの戦いでノルマン軍は教皇軍を壊滅させてレオ9世を捕虜としてベネヴェントに幽閉し、教皇はそれを即座に甘んじて受け入れた。ウンフレートの治世で残されたものはオーリア、ナルド、レッチェの征服にあり、これ等は皆1055年までには終了した。1054年にピエトロ1世のトラーニ付近の領域を継承したピエトロ2世は同都市を最終的に東ローマから征服した。ウンフレートは1057年に死去して四弟のロベルト・グイスカルドが継承すると自身は直ちに公位におけるより高い称号と引き換えに神聖ローマ皇帝に完全に忠実になり、また教皇の封臣となった。

### アヴェルサ伯領、1049年–1098年
1050年代及び1060年代の南イタリアにおけるノルマン人勢力の中心地は二つ存在した。一つはウンフレート支配下のメルフィであり、もう一つはドロゴーネ支配下のアヴェルサである。リッカルド1世・ドロゴーネは恐らくは暴力的な手段で以てアヴェルサ伯領を1049年に継承すると直ちにオートヴィル家のライバル達と競争する形での領土の拡張政策を始めた。
リッカルド1世は当初、カプア公ランドルフォ6世、ガエタ公アテノルフォ1世、サレルノ公ギスルフォ2世と言ったランゴバルド系の隣人との間で絶え間のない争いを繰り広げた。リッカルド1世は、かつては強大な公国であったが、サレルノの都市その物であるところのわずかに左側まで国境線を押しやった。リッカルド1世は自身の娘とアテノルフォ1世の長子との間で婚約を取り付けることで平和的に影響力を拡大はしたものの、その長子が結婚前に死ぬと彼の両親からのランゴバルドのモルゲンガブを求めた。アテノルフォ1世がこれを拒絶するとガエタに残されていたわずかな封土の一つであるアクイーノを1058年に包囲して落とした。リッカルド1世のガエタ征服の年代は混同されている。1058年から1060年までの文書はリッカルド1世の長子ジョルダーノ1世をガエタ公として言及しているが、アテノルフォ1世が1062年に死ぬまで未だガエタ公であったことから、これらは偽造であると論じられている。 アテノルフォ1世没後にリッカルド1世、ジョルダーノ1世はガエタ公国に支配を及ぼしたはしたものの、1064年に完全にガエタがドロゴーネの公国に組み入れられるまで、アテノルフォ1世の相続人であった アテノルフォ2世に自らの臣下として統治することを許した。リッカルド1世、ジョルダーノ1世親子は、大概はノルマン人出身であった傀儡の公を任命した。
1057年に病弱なカプア公が死ぬとリッカルド1世は直ちにカプアを包囲した。ガエタ同様、そのカプア征服の年代は混同している。パンドルフォは、1062年5月12日までカプア公であったと記録されている兄弟のランドルフォ8世からカプアを継承した。リッカルド1世、ジョルダーノ1世親子は1058年にカプア公の称号を採用はしているものの表面上はランドルフォ8世が恐らくはリッカルド1世親子の下位のもとで統治することを許されており、それが少なくとも4年以上に及ぶ同都市の決めてとなる。1059年にローマ教皇ニコラウス2世はメルフィにて教会会議を召集し、そこでリッカルド1世をアヴェルサ伯とカプア公として承認した。リッカルド1世は後に自身が獲得した物への見返りとして教皇に忠誠を誓った。その後、ドロゴーネはカプアを自らの本拠地とし、ここからアヴェルサとガエタを支配した。
リッカルド1世、ジョルダーネ親子は自らの新しいガエタとカプアの領域をラティウム 方面及び教皇領内部と言った北部へと拡大させた。1066年にはリッカルド1世はローマその物に進軍しているものの早々に引き返すことを余儀なくされた。しかしながら、リッカルド1世の後継者としてのジョルダーネ1世の地位が、リッカルド1世が試みてこぎ付けた教皇との同盟期間を跡付けてカプアの征服が中止された。しかしながら、1090年にジョルダーネ1世は死去して、その幼い息子であるリッカルド2世とその摂政にはカプアその物を掌握することは許されなかった。両人はランゴバルド系のランドーネ4世によって街を追われ、そのランドーネ4世は都市民の支援のもとで1098年のカプア包囲戦でアルタヴィラ家の混成軍によって奪取されるまでカプアを支配した。かくしてランゴバルド人によるイタリア支配者完全に終焉を迎えた。

### アブルッツォの征服、1053年–1105年
1077年に最後のランゴバルド系のベネヴェント公が死んだ。ローマ教皇は1078年にロベルト・グイスカルドにその後を継ぐよう指名した。しかしながら、ロベルト・グイスカルドは、以前の、特にチヴィターテの戦い後の10年間、さらには1078年以降にも及ぶノルマン人の征服によって構成部を成していたベネヴェント自体及びその隣が縮小されたも同然であった公国を1081年に譲渡した。1080年6月にチェプラーノにて教皇は、ノルマン人による自領への侵害を止めさせるのを試みるために、それと同時にベネヴェントとロベルト・グイスカルドの関係者が自らのために征服したアブルッツォを技術的に結合させるためにベネヴェンドをロベルト・グイスカルドに再び付与した。
チヴィターテの戦いの直後にノルマン人はベネヴェンド公国のアドリア海沿岸の征服を開始した。メルフィ伯ウンフレートの兄弟であるゴッフレードクはラリーノのランゴバルド系伯領を征服してサムニウム地区のモッローネ城を襲撃した。ゴッフレード1世の息子であるロベルト1世 (ロリテッロ公)はこれらの征服地を1061年にロリテロ伯領へと変えた。それにも係わらずロベルト1世は自領をランゴバルド人のアブルッツォへの拡張を続けた。現在のキエーティにあったランゴバルド系のテアテ伯領を征服しオルトーナを包囲して、これがこの地区でのノルマン人による試みの目標となった。まもなくペスカーラや教皇領の北部まで進撃した。1078年にはロベルト1世はカプア公ジョルダーノ1世と同盟して教皇領のアブルッツォを略奪した。1080年に締結されたローマ教皇グレゴリウス7世との条約で両人は教皇領を尊重することを強制された。1100年にロベルト1世は公国へと発展した自領をフォルトレを越えて拡大してボヴィーノとトッレマッジョーレを奪取した。
モリーゼの征服は不明瞭な状態で覆われている。主要な都市であるボヤーノはチィヴィターテの前にことによるとマテセ大山塊を取り巻いていたロベルト・グイスカルドの指導のもとで征服されたそうである。ボヤーノ伯領はロドルフォ・ディ・モリーゼに授けられ、その孫のユードはトーロとサン・ジョヴァンニ・イン・ガルドを征服することで東方へと拡大し、1105年にカプアの伯領であるヴェナフロ、ピエトラッボンダンテ、トリヴェントを吸収することで同時に西方へも拡大している。

### シチリアの征服、1061年–1091年
中世イタリア・イスラム史、シチリア・イスラム史、ノルマン＝アラブ＝ビザンティン文化も参照。

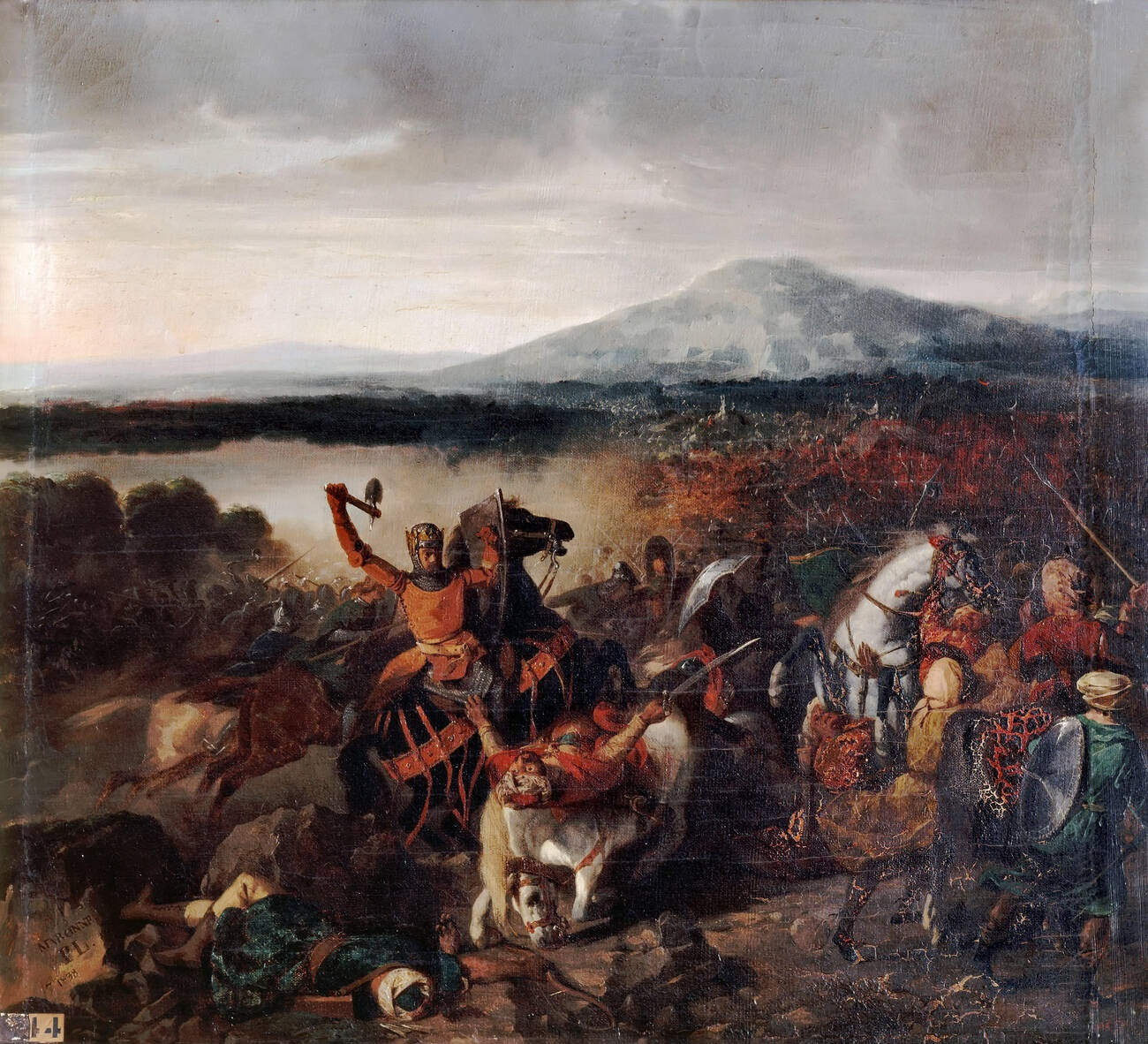
1061年のチェラーミの戦いにて35,000人の"サラセン人"に対して勝利したルッジェーロ1世。

ノルマン人によって征服された当時のシチリアは、大部分にギリシャ正教徒が住んでいて、サラセン人の支配下におかれていた。同島は元来、アグラブ朝、そしてファーティマ朝の支配下におかれていたが、948年にカルビ朝がファーティマ朝から島の支配権を無理矢理もぎ取り1053年までその状態においた。1010年代と1020年代にイフリーキヤのズィール朝による干渉によって連続した継承危機が始まった。弱小の封建領主が互いに支配権を巡って争ったことでシチリアは混乱に陥った。この混乱状況の中をシチリア征服の意志を抱いたロベルト・グイスカルドとその弟であるルッジェーロがローマ教皇を後ろ盾として攻めて来た。この時、教皇はロベルトに公の称号を授け、同時に内実を伴わない「シチリア公」の称号も授けており、このことがロベルトがアラブ人によってもぎ取られたシチリアへ遠征に着手することを駆り立てたのである。
ロベルト、ルッジェーロ兄弟が初めてシチリアに侵入したのは1061年5月であり、レッジョ・ディ・カラブリアから渡って来て メッシーナ海峡の支配権を握るために戦略上必要不可欠なメッシーナを包囲している。ルッジェーロは最初に海峡を渡って誰にも見られずに夜の間に上陸して朝にサラセン軍を驚かせた。それから遅れる形でロベルトの軍隊が上陸した際には無抵抗のままメッシーナが放棄されたことを知った。ロベルトは直ちに街を要塞化してイブン・アル＝ハワーズの宿敵であった アミールイブン・ビン＝ティムナスと同盟した。
それからロベルト、ルッジェーロ、そしてティムナスはティムナスに忠実なままであったロメッタを経由して島の中心地へと進軍した。3人はフラッツァノとともにマニアケス平原を通過した。チェントゥーリペの町を襲撃はしたものの抵抗が大きかったので引き払った。パテルノーは素早く陥落してロベルトは自軍をシチリア中央の中で最も手強い要塞である現在のエンナであるカストロジョヴァンニへと引き連れた。出撃した守備軍が打ち破られる一方で要塞その物は落ちず、冬の到来のためロベルトはアプリアへ帰還することを余儀なくされた。ロベルトは去る前にシチリアにおけるノルマン人の最初の城に当たるサン・マルコ・ダルンツィオでの要塞を築いた。

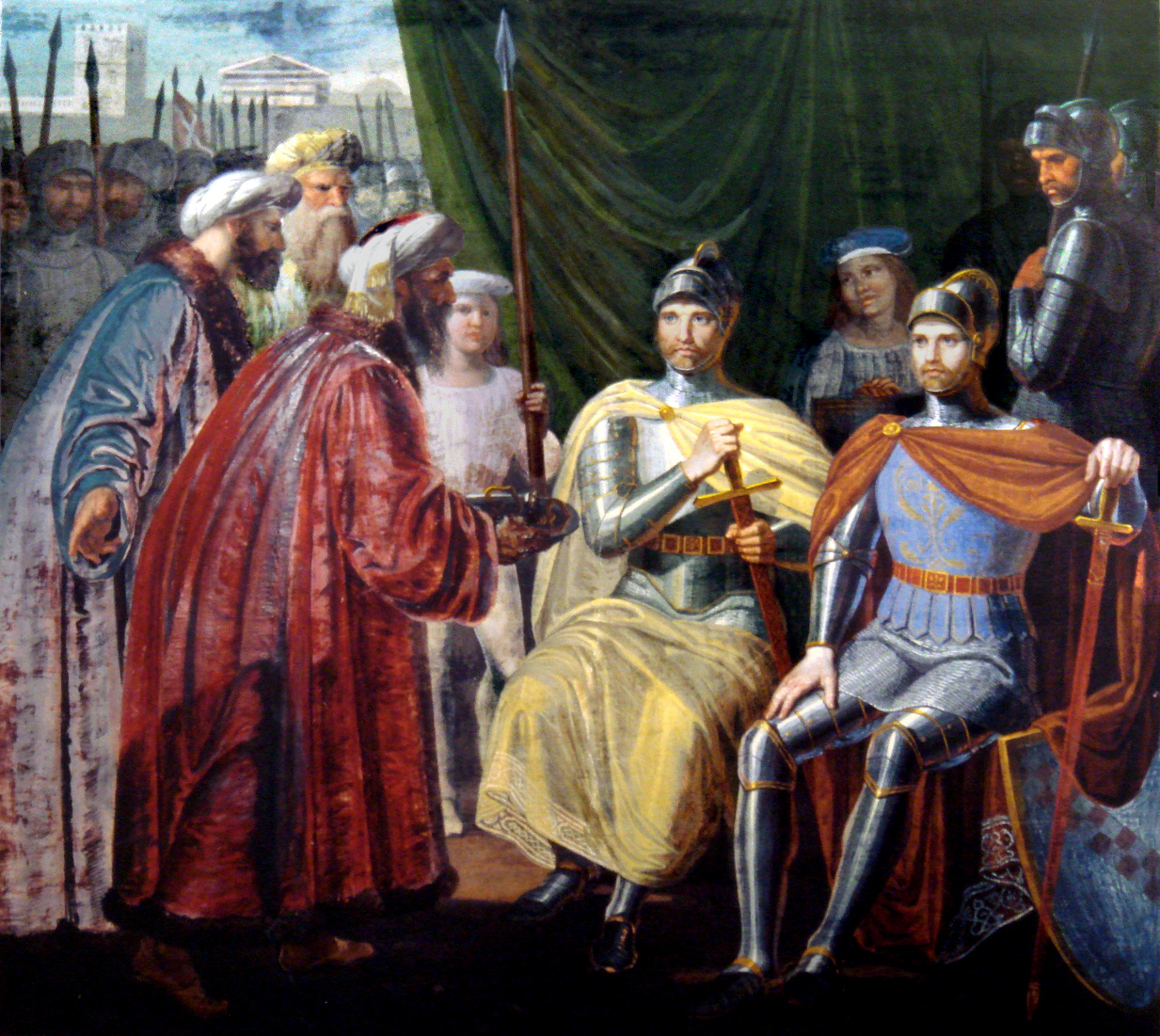
1071年にパレルモの鍵を受け取るルッジェーロ1世。

1064年にロベルトは戻っては来たもののカストロジョヴァンニを迂回する形で首都 パレルモ.へ直進した。しかしながら、その野営地はタランチュアにより放棄せざるをえず、遠征全体が中止された。1071年にパレルモに復したものの都市のみであり、要塞は落ちなかった。ロベルトはルッジェーロに、アプリア公の宗主の下でのシチリア伯を授与した。要塞は1072年1月に落ちた。兄弟間での島の分割は、ロベルトがパレルモ、メッシーナの半分及びヴァル・デモーネを保持し、征服されていないところも含む残りをルッジェーロが得ることとなった。 
1077年にルッジェーロは、島西部に残っていた2つのサラセン人の要塞のうちの一つであるトラーパニを包囲した。ルッジェーロの私生児ジョルダーノが不意の出撃をしたことで草を食べていた守備駐屯軍の獣が驚いてしまった。食料の供給が断たれたことで町は直ぐに引き渡された。1079年にはタオルミーナが包囲されて1081年にジョルダーノはロベルト・ディ・ソウルヴァルやエリアス・カルトーミとともに他の不意の突撃で、シラクサの首長が掌握していたカターニアを征服した。

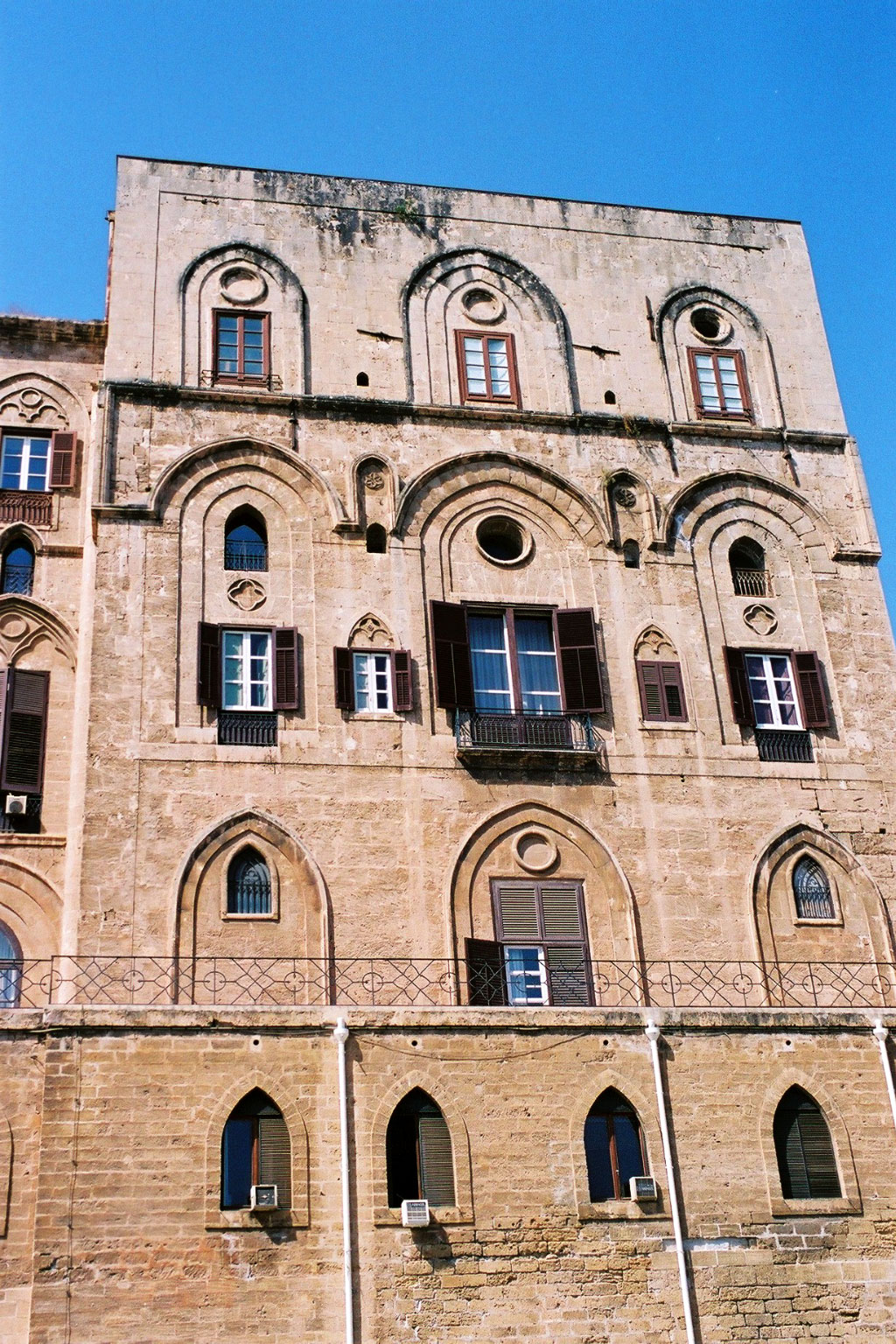
ノルマンニ宮殿は9世紀のアラブ人の宮殿がノルマン人によってその統治する城に変えられたものであった。

ルッジェーロ自身は1083年夏にイタリア半島本土の兄弟を助けるためにシチリアを後にしたが委任していたジョルダーノが反乱を起こしたためにシチリアに戻ることを余儀なくされ、そこでジョルダーノを服従させた。ルッジェーロは1085年に最終的に組織的な遠征に着手することが出来た。同年5月22日にルッジェーロは会場からシラクサに接近し、都市北部15マイルのところで小規模な騎兵の分遣隊を指揮した。5月25日にルッジェーロと首長の海軍が港で交戦し、そこで後者が殺された。他方、ジョルダーノ指揮下の軍勢は都市の包囲を開始した。包囲は夏を通して続いたが1086年3月に降伏し、ノートのみがサラセンの領域に残ったままであった。1091年に短い努力の後にノートも同じく服従してシチリア征服は完全な物となった。
南イタリアの征服は統一された指揮命令のもと着手されたことから、ルッジェーロの権威は他の征服者たちからの挑戦を受けずに自らの支配下においたギリシャ人、アラブ人、ランゴバルド人、ノルマン人の封臣及び臣民に対する強力な権力を維持した。ローマ・カトリック教会は教皇の承認を得たルッジェーロによって島及びその教会が組織した管理者を紹介された。司教管区が、首都大司教の権威を付随させた形でパレルモ、シラクサ及びアグリジェントに設立された。1130年の占領地の王国昇格後、シチリアはノルマン権力の中心地となった。
1091年にルッジェーロはマルタに上陸してイムディーナの城壁を巡らせた街を征服した。同島に税を課したもののアラブ人の総督がその機能を続けることを許可した。1127年にルッジェーロ2世はイスラム教徒の総督を解任してノルマン人の役人に置き換えた。ノルマン人の支配のもと、ギリシャ正教徒の島民であったアラブ人は幾世紀に及ぶイスラム教徒の支配下のもとで変形した異なる言語であるマルタ語を採用した。

### アマルフィとサレルノの征服、1073年–1077年
アマルフィとサレルノがロベルト・グイスカルドの手に落ちたのは両者ともにその妻であるシセルガティアの影響のもとで起きた。アマルフィは恐らく彼女の交渉によって引き渡され、他方、サレルノの方は自身の兄弟であるサレルノ公の代理である夫に嘆願することを止めた後に落ちた。アマルフィ市民もノルマン人の宗主下になることを避けようと試みて、短期間でギスルフ公のもとに入ったが、これが失敗して9世紀以来歴史家が密接に結び付ける2つの国は両者ともノルマン人による永久的な支配下に置かれた。
1076年の夏までにサレルノ公ギスルフ2世は海賊行為や襲撃によってノルマン人を十分に悩ますことで彼等を刺激して自身を破滅させることとなった。この時期にノルマン人のカプアのリッカルドとロベルト・グイスカルドは共同でサレルノを包囲した。ギスルフ2世は市民に対して2年間分の食料の蓄えを命じたものの、自らの贅沢な生活を続けるために十分な食料を没収したことから市民は直ぐに飢えることとなった。1076年12月13日に町は降伏して公とその家臣は要塞に後退し、その要塞は1077年5月13日に陥落した。ギスルフの土地は没収されてその遺品は奪われたが自身は自由となった。サレルノ公国は、以前のグリエルモ・ディ・アルタヴィラ、ルッジェーロ、ロベルト・グイスカルドとの争いで既に多かれ少なかれ首都及び周辺地域が縮小していた。しかしながらこの町は南イタリアでは最も重要であり、その占領は15年後の王国創立には必要不可欠であった。
1073年にアマルファイ公セルギオ3世は後継者である唯一の幼いジョヴァンニ3世を残して没した。これらの不安定な時期にアマルフィ民衆を守るための強力な支配が求められたことから、彼等は幼い公を追放して同年にロベルト・グイスカルドを呼んだ。しかしながらアマルフィはノルマン人の支配下では不安定なままであった。ロベルトの後継者である前述のルッジェーロ・ボルサがアマルフィを支配できたのは、ギスルフがサレルノ公を免じられて追放された後の1089年のみであった。アマルフィ市民はロベルトの後継者による請求に対抗すべく教皇からの援助を取りつけた。1092年から1097年にかけてアマルフィはノルマン人による宗主を認めずにビザンツ帝国に援助を求めて懇願した。両者は1096年にマリノ・セバステを支配者として据えた。
ロベルトの息子ボエモンと 弟であるルッジェーロ1世は1097年にアマルフィを攻撃するも撃退された。この包囲時に最初のノルマン人は第1回十字軍によって引き離されていった。マリノが唯一敗北したのは何人かのアマルフィ貴族がノルマン側について裏切った1101年の後であった。1130年にシチリア国王ルッジェーロ2世が忠誠を要求した時にアマルフィは反乱を起こした。首長ジョヴァンニは陸地から押し寄せてアンティオキアのゲオルギウスが海上封鎖して カプリ島を拠点に陣取ることで1131年に反乱は最終的に鎮圧された。

### ノルマン・東ローマ戦争、1059年–1085年
アプーリアの大部分が遥か南方まで維持し、バーリがグリエルモ1世、ドロゴーネ兄弟やその他アルタヴィラ家の面々の遠征中に服従する一方で、カランブリアの大部分はロベルト・グイスカルドが1057年に継承した時点では東ローマが掌握したままであった。カラブリアが最初に撃破されたのは1040年代初頭のグリエルモとガイマールによってであり、ドロゴーネは野心的なグイスカルドを同地に1050年代初頭に据えた。カランブリアにおけるロベルトの最初の実績はしかしながら封建勢力や豪族略奪者との闘いに費やされ、ギリシャ系住民の服従は何も体系化されなかった。
ロベルトは自身の伯爵の領有権を掲げて直にカランブリアへの遠征を開始した。1059年 8月23日にメルフィ伯領に到達するまでに短期間妨害された、そこでロベルトは公として就任すると、後年にカランブリアへ帰還して同地ではその軍勢がカリアーティを包囲した。 公が到着すると街は降伏し、季節の終わり前にロッサーノとジェラーチェも降伏した。 イタリア半島の重要な都市はロベルトが冬にアプリアに帰還した時点ではわずかにレッジョが東ローマの手にあった。アプリアにてロベルトは東ローマの守備兵を一時的にはあるにせよターラントとブリンディジから移動させた。1060年にカランブリアに帰還した際にはシチリアの拡張は大いに開始された。レッジョの陥落は長く骨の折れる包囲の末に獲得したものであった。しかしながらロベルトの兄弟のルッジェーロ1世は当座しのぎに攻城兵器を用意していた。
レッジョの陥落後に東ローマの守備兵は同地の島の要塞であるシッラに逃れたが早期に敗れている。ルッジェーロ1世の海峡を越えた小規模な襲撃は撃退され、1060年後半に東ローマ皇帝コンスタンティノス10世ドゥーカスによってアプリアに派遣された同国の大軍の存在がロベルトを呼び戻した。カタパノのミリアクラのもと東ローマ軍はターラント、ブリンディジィ、オーリア、オトラントを奪回した。 1061年1月にノルマン人の首都であるメルフィが包囲された。しかしながら5月までにロベルト、ルッジェーロ1世兄弟によって東ローマ軍は駆逐されてアプーリアの平和は回復された。

緑で示されたノルマン人によるシチリア侵攻図

トラニ伯ピエドロ1世の息子であるゴフリードは1063年にオトラントを1064年にターラントを 征服して同都市を自伯領の所有地とした。1066年には軍を編成して海を越えて東ローマ領バルカン半島を攻撃したが、バーリ付近で、ミカエル・マウリカス率いる最近新たに着任したヴァラング新衛兵によって阻止された。ミカエルはブリンディジィと短期間ではあるがターラントを奪回し、かつてニケフォロス・カランテノスのもとでブルガリア人との戦いを経験した兵士達を駐屯軍として置いた。ミカエルはイタリアのノルマン人に対する一連の成功をしたものの、それは東ローマがこの地区に与えた最後の意義のある脅威であった。東ローマ・カタパノ領の首都であったバーリは1068年8月からノルマン人によって包囲された。1071年4月には、バーリの陥落によって、東ローマ総督の最後の前哨兵は西欧から消失した。
ランゴバルド・テマ区だったアプーリアとカランブリアからの東ローマ駆逐後にロベルト・グイスカルドはバルカンの東ローマ領やギリシャ本土に攻撃の狙いを定めた。ビザンツにとって幸運だったのは廃嫡されたプーリア伯ウンフレートの息子でロベルトの甥であるアベラルドとエルマーノの兄弟が味方になったことである。兄弟のロベルトに対する反乱は、同じく彼に対抗する形で自領を東ローマの宗主下に認めていたモンテ・サンタンジェロ伯エンリーコを支援した。
1081年にロベルトはバルカン半島への最初の拡張に乗り出し、16,000人を引き連れてブリンディジィを出立つし、1082年までにケルキラ島とドゥラスを占領し、さらには1081年10月には東ローマ皇帝アレクシオス1世コムネノスをデュッラキウムの戦いで撃破さえした。ロベルトの息子であるマルコ・ボヘモンドはテッサリアを支配し、ロベルト不在の間の1081～82年に征服を試みたものの最終的には失敗した。1084年にロベルトは帰還してケルキラ島とケファロニア島を占領することで取戻し、1085年7月15日に同島で永眠した。ケファロニア島の小さな町フィスカルドはロベルト・グイスカルドに因んで名付けられた。ボヘモンドはギリシャ征服を追い求めることを継続はせずに、イタリアに戻る代わりに、同地で異母弟にあたるロベルト・スカリオ及び ルッジェーロ・ボルサとともに後継を巡って対立した。

### ナポリの征服、1077年–1139 年
公的には東ローマの領地であるナポリ公国はノルマン人の支配が及ばない南イタリアにおける最後の国の一つであった。ナポリ公国は、1020年代にセルジオ4世がランドルフォ・ドレグノットに支援を求めて以来、わずかな例外を除きアヴェルサとカプアのノルマン人の同盟者であった。1077年に始まるナポリのアルタヴィラ朝の王国への編入が完遂するには16年費やした。
1074年夏にカプア公リッカルドとロベルト・グイスカルドとの間で敵意が燃え上がった。ナポリ公セルジオ5世は後者と同盟してその軍勢に町の中央部を供給した。セルジオのリッカルドに対する行為が彼を苦しめた。リッカルドはローマ教皇グレゴリウス7世の支援を受けていたからである。6月にリッカルドはナポリを包囲したが短期で終わった。リッカルド、ロベルト、セルジオ5世は時期にダウフェリウス・ディ・モンテ・カッシーノから提供された仲介を通じてグレゴリウス7世との交渉を開始した。
1077年にナポリはリッカルドによって包囲され、ロベルトによって海上封鎖された。包囲中の1078年にリッカルドが死んだ後にその死によってわずかに破門が撤回され、後継者であるジョルダーノは教皇に自身の権利を認めさせるために包囲を止めてこれがセルジオ5世と和解させることとなり、包囲は中止されてロベルトの軍勢は四散した。 
1130年に対立教皇 アナクレトゥス2世はルッジェーロ2世にシチリア王位を授けてナポリが彼の王国の封土の一部であることを宣言した。 1131年にルッジェーロ2世はアマルフィ市民に対して彼等の町の強化と城の鍵を要求した。市民が拒絶するとナポリ公セルジオ7世は最初は艦隊でアマルフィ市民を攻撃する準備をしたが、アンティオキアのゲオルギウスがより強大な大艦隊で以てナポリの港を海上封鎖して、セルジオ7世はアマルフィ市民の圧力に震え上がってルッジェーロ2世に屈服した。アレッサンドロ・テレジノの年代記によると、「ローマの時代より殆ど剣で征服されることのなかったナポリは、報告の断片によると、今やルッジェーロの力に屈した」 。 
1134年にセルジオ7世は、カプア公ロベルト2世とアリーフェ伯ライヌルフォ2世の反乱を支援したが、ルッジェーロ2世と直に対決すること関しては幾つかは避けた。カプア陥落後にセルジオ7世はルッジェーロ2世に忠誠の誓いを行った。1135年4月24日にカプア公ロベルト2世率いる8,000人の強化兵を載せたピサ艦隊はナポリに投錨した。ナポリは、次の2年間ルッジェーロ2世への反乱の中心として奉仕した。セルジオ7世、ロベルト2世、ライヌルフォ7世は1136年の春までナポリで包囲された。この時まで多くの人が餓死した。それにも係わらず歴史家で反乱の共感者であるファルコーネ・ベネヴェントクによるとセルジオ7世とナポリ市民は、「悪王の圧政下に屈するよりは餓死した方がましだ」と弱みを見せなかった。ナポリの海上封鎖はセルジオ7世とロベルト2世がそれぞれ別個の機会の際にピサに赴きルッジェーロ2世の著しく不十分な努力をより多く回復させるのを妨害するには余りにも不成功であった。神聖ローマ皇帝ロタール3世指揮する救援軍がナポリ救援のために進行してくると包囲は解かれた。しかしながら翌年にロタール3世が急いで引き上げると、セルジオ7世は完全な赦免を見返りとして再びルッジェーロ2世に服従してノルマン式での封建的な忠誠の誓いを果たした。 1137年10月30日にリニャーノの戦いで最後のナポリ公はルッジェーロ2世に仕えて共に死んだ。
しかしながらリニャーノの敗北はノルマン人のナポリ征服への道を開くこととなった。セルジオ7世が後継者残さず没して以来、ナポリ貴族は誰を新公位につけるべきか合意に達することが出来なかったからである。それにも係わらず、セルジオ7世の死とナポリのシチリア編入の間にはその間2年間があった。貴族は当面の間は権力を行使していたと思われる、このことは大概、この暫定期間がノルマン人による征服以にナポリが独立していた最終的に目立った時期であったと推測される。この間、ノルマン人の地主が最初にナポリに現れた。ピサはルッジェーロ2世の敵であったが、ナポリとの同盟を維持した。ことによるとピサは1139年までナポリ独立を支えていた。同年にルッジェーロ2世は最終的に公国を王国へ吸収した。ローマ教皇インノケンティウス2世とナポリ貴族はルッジェーロ2世の三男アルフォンスを公として承認した。

### 階級制度化

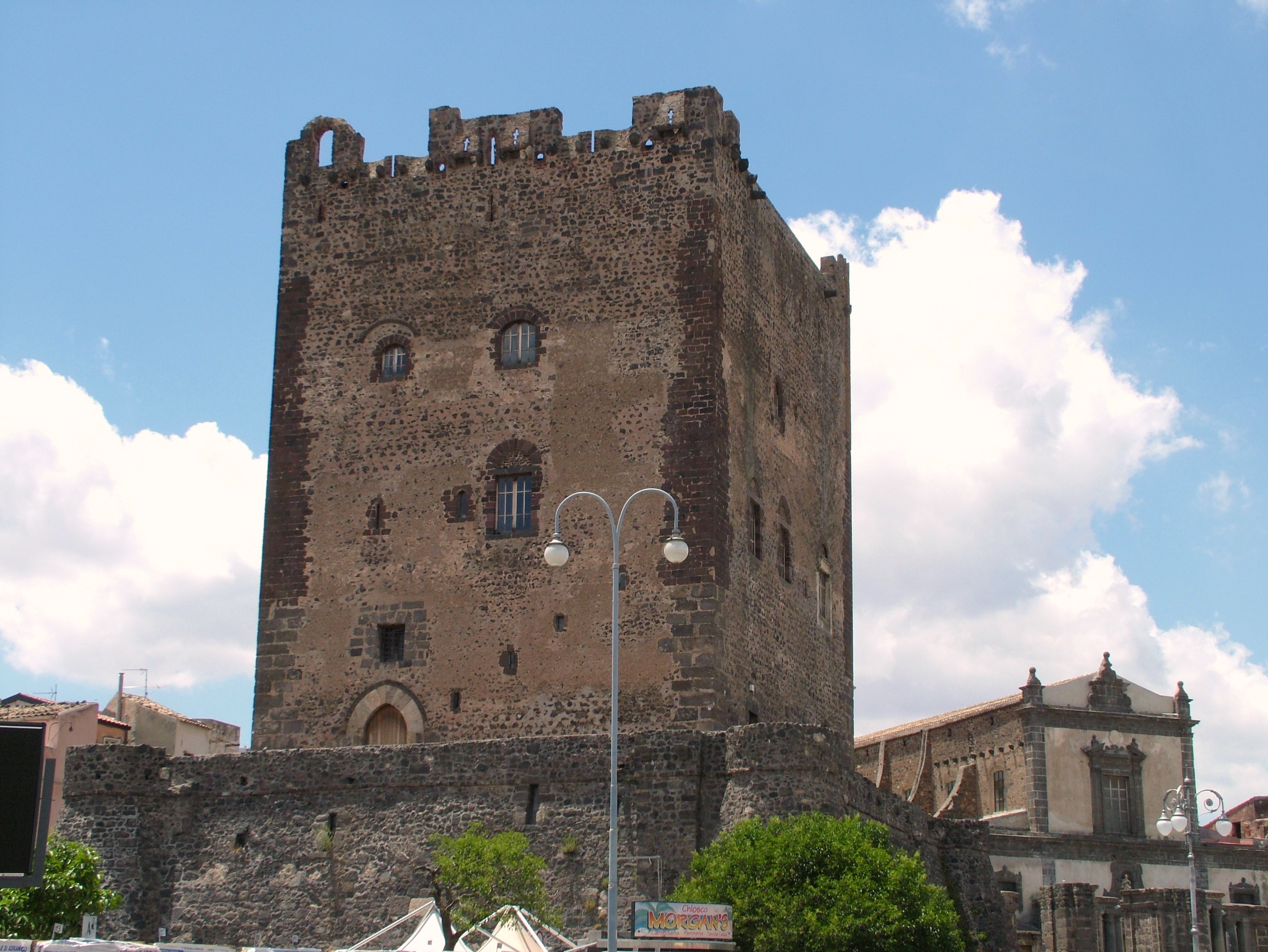
アドラノに建つ初期ノルマン人の城。

ノルマン人による南イタリア征服はロマネスク様式特にノルマン建築様式の注水で見受けられた。 ランゴバルド式、東ローマ式、アラブ式構造と城は拡張されて新たに建造された。これらの城は現地の熟練技術によって設計され、彼等の非ノルマン的要素が明確に保持されていた。ラテン式の大聖堂が新たに征服されたギリシャ正教徒ないしイスラム教徒の土地に建てられたが、それらの大部分がロマネスク様式且つ 東ローマ式とイスラム式のデザインを基礎とした影響を受けているのは明白であった。同時代の西欧の体系と比較するならば、最終的にはノルマン人の行政は中央集権化され、複雑化し、官僚化した。宮殿のような公的な建物は重要な町、特にパレルモが顕著ではあったが、共有のものであった。これらの建物は他の建物より一層シクロ＝アラブ文化の影響が見受けられた。 
ノルマン人は南イタリアでは早くに城の建設、拡張、修繕を始めた。それらの城の大部分は本来ないしランゴバルド人以前のものを基礎としていた。幾つかは東ローマ、アラブ式を基礎としてはいたが。ノルマン時代の終焉までには以前の木製の城は石製に変えられた。
初期にノルマン人によって征服されたアルフィのランゴバルド系の城は後に生き延びた長方形のキープとともに11世紀後半に増強され、カランブリアはノルマン人の階級化により根本的に変わった最初の地区となった。1046年にグリエルモ鉄腕公は、ストリドゥーダのスクイッラーチェ付近に強大な城の建設を開始し、 1055年までにロベルト・グイスカルドは既に以下の3つの城を建てた。その場所は、東ローマの要塞跡地のロッサーノレーエンの領地のクラチ渓谷、ゴゼンツァ付近のサン・マルコ・アルジェンターノ の通行を保護する北カラブリアにあるスクリブラ、そしてスカーレアの海岸線の崖（1058年）である。
グイスカルドは己のアプーリアでの伯爵就任後は主要な城の建築者であった。ガルガノに「巨大な塔」と呼ばれた五角形の塔を添えた城を建てた。後にモンテ・サンタンジェロ伯エンリーコはそれほど遠くないカステルパガーノに城を建てた。モリーゼ州にノルマン人はサンタクロスやフェランテといった自然に守備された地帯に多くの要塞を建てた。テッラチーナからテルモリまでの周囲がでこぼこした線の地域ではイタリアで最も威厳に満ちたノルマン人の城がある。多くの選ばれた敷地は、本来は古代ローマ人とその後継者によって再利用されたサムニウム要塞であり、ノルマン人はその要塞を「古い城」を意味するカステルム・ヴェトゥスと呼んだ。多くのモリーゼの城は壁を山と峰に面する石とを統合し、ほとんど垂直に直立した邸宅は、ノルマン人が少なくともモリーゼではガリアの建築法を施したことを示している。
シチリアの階級化は現地のギリシャ系住民の願いによって始まった。1060年にギリシャ系住民は自分達を守ってくれるようアルンティウムに城を建ててくれるよう要請した。ノルマン人が最初にシチリアに建てたサン・マルコ・ダルンツィオ（その名はカランブリアでのアルジェンタノのグイスカルドの最初の城に由来する）は直立していた。この城は荒廃から生き延びている。 ペトラリア・ソプラナがチェハル付近に建てられ、続く1071年にはトロイーナに城が建てられ、1073年には マツァーラ (未だ廃墟のまま) とパテルノー (廃墟から回復)に城が建てられた 。アドラーノ (ないしアデルノ) ではノルマン人は、その平面図が11世紀のノルマン様式のデザインの暗示を提供してくれる平たい長方形の塔を建てた。外側の階段は最初の階の入り口に導き、内部は縦の中間位に大邸間とさらに礼拝堂、寝室に分けられていた。シチリアの他の要塞はアラブ人の物を引き継ぎ、パレルモのような主要都市の大宮殿、大聖堂建築 は差異を示し、アラブ人の印が明らかである。シチリアではアラブの芸術家は、ランゴバルド人が南イタリアで影響を与えた鏡に影響を与えている。